# Henrik Blakskjær
Henrik Blakskjær (8 de julho de 1971) é um velejador dinamarquês, campeão olímpico. Ele competiu nos Jogos Olímpicos de Verão de 2000 na classe Soling e conquistou a medalha de ouro, ao lado de Jesper Bank e Thomas Jacobsen, tendo vencido a equipe alemã na final por 4–3. Blakskjær também navegou pelo United Internet Team Germany na 32ª Copa América.